# ینگجه (نیشابور)
ینگجه، روستایی از توابع بخش سرولایت شهرستان نیشابور در استان خراسان رضوی ایران است.
زبان مردم آنجا ترکی خراسانی است.

## جمعیت
این روستا در دهستان سرولایت قرار دارد و براساس سرشماری مرکز آمار ایران در سال ۱۳۸۵، جمعیت آن ۵۰۸ نفر (۱۷۴خانوار) بوده‌است.

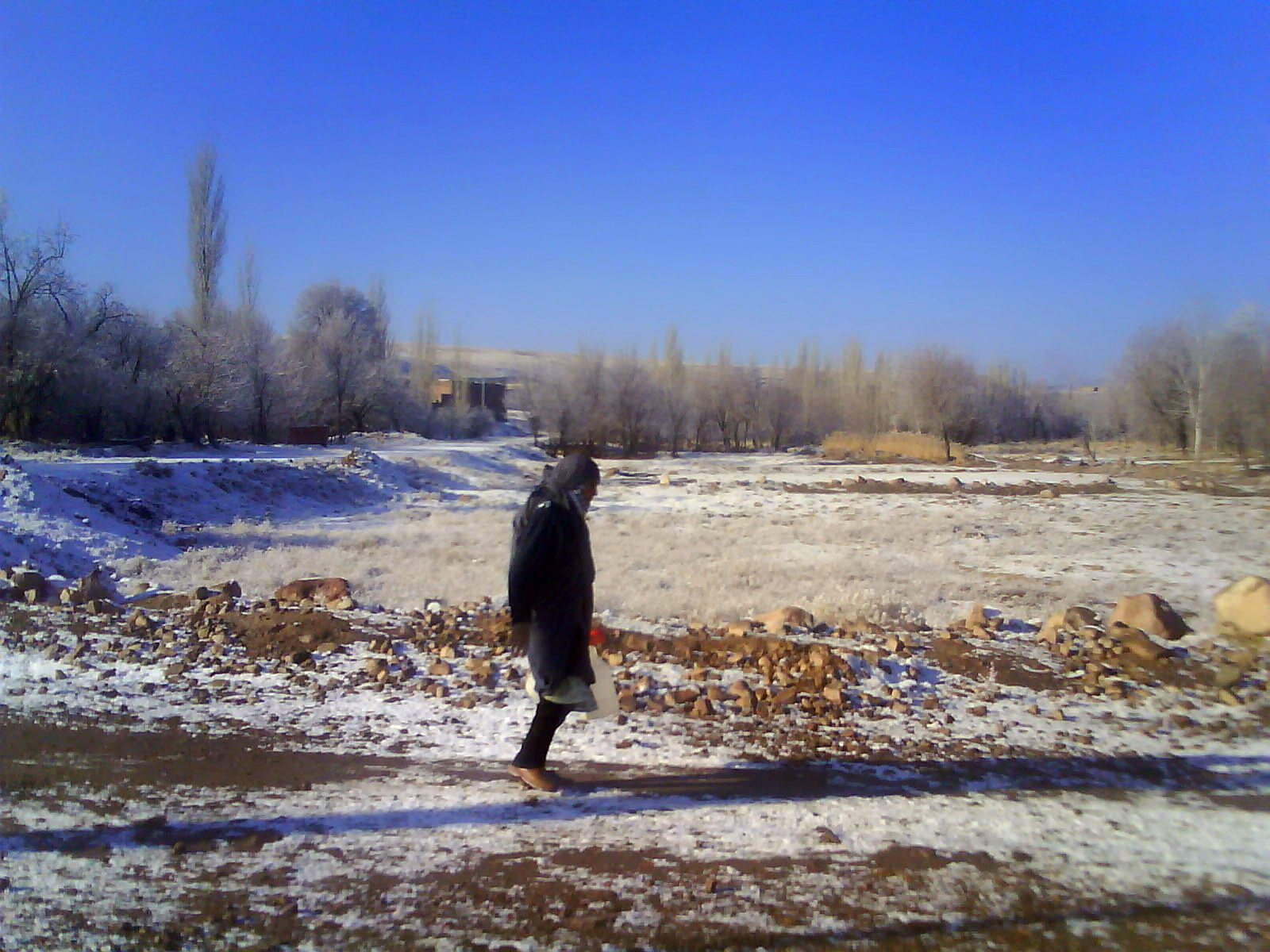